# Gheorghe Mulțescu
Gheorghe „Gigi“ Mulțescu (* 13. November 1951 in Botoroaga, Kreis Teleorman; † 15. September 2024) war ein rumänischer Fußballspieler und -trainer. In seiner aktiven Laufbahn bestritt er 407 Spiele in der höchsten rumänischen Fußballliga, der Divizia A.

## Karriere als Spieler

### Verein
Mulțescu spielte in seiner Jugend für Rekordmeister Steaua Bukarest, schaffte dort aber nicht den Sprung in die erste Mannschaft. Im Sommer 1971 verließ er die Hauptstadt und schloss sich Jiul Petroșani an, das seinerzeit in der höchsten rumänischen Fußballliga, der Divizia A, vertreten war. Bereits in seiner ersten Spielzeit wurde er zum Stammspieler und kämpfte mit seiner Mannschaft um die Klassenverbleib. Daran änderte sich auch in den folgenden Jahren nicht, als Mulțescu als torgefährlicher Mittelfeldspieler in Erscheinung trat. 15 Treffer in der Saison 1973/74 sind die besten Ausbeute seiner Laufbahn. Im selben Jahr erreichte er mit seiner Mannschaft das rumänische Pokalfinale und gewann durch einen 4:2-Erfolg gegen Politehnica Timișoara seinen ersten Titel. Im folgenden Europapokal der Pokalsieger schied er jedoch in der ersten Runde gegen Dundee United aus.
Mit der Saison 1976/77 spielten Mulțescu und Jiul im vorderen Mittelfeld, konnten sich jedoch nicht für den UEFA-Pokal qualifizieren. Im Sommer 1979 verließ er den Verein und wechselte zu Dinamo Bukarest. Dort verlebte er die erfolgreichste Zeit seiner Karriere. Dem Gewinn des Doubles aus Meisterschaft und Pokalsieg 1982 folgten in den Spielzeiten 1982/83 und 1983/84 zwei weitere Meisterschaften sowie in der Saison 1983/84 ein weiterer Pokalsieg, wobei er im Finale gegen Steaua Bukarest nicht zum Einsatz kam. Im gleichen Jahr erreichte er mit Dinamo das Halbfinale im Europapokal der Landesmeister, unterlag dort aber dem späteren Sieger FC Liverpool.
Nachdem er in der Saison 1984/85 nicht mehr regelmäßig zum Einsatz gekommen war, verließ Mulțescu im Sommer 1985 Dinamo und kehrte zu Jiul Petroșani zurück, das gerade in die Divizia B abgestiegen war. Als Spielertrainer von Jiul gelang ihm im Jahr 1986 der Aufstieg in die Divizia A. Die Spielzeit 1986/87 endete jedoch wieder mit dem Abstieg. Mulțescu verließ Jiul zu Aufsteiger CSM Suceava, wechselte aber schon in der Winterpause 1987/88 zu Autobuzul Bukarest in die Divizia B. Im Sommer 1988 zog es ihn zum Ligakonkurrenten UTA Arad, wo er ein Jahr später seine Laufbahn beendete.

### Nationalmannschaft
Mulțescu bestritt 15 Spiele für die rumänische Nationalmannschaft und erzielte dabei drei Tore. Er debütierte am 25. September 1974 im Freundschaftsspiel gegen Bulgarien, als er in der 72. Minute für Anghel Iordănescu eingewechselt wurde. Er konnte Nationaltrainer Valentin Stănescu nicht für weitere Einsätze überzeugen und kehrte erst am 6. April 1976 unter Ștefan Kovács ins Team zurück. Nach weiteren fünf Spielen endete seine Länderspielkarriere am Jahresende vorerst.
Kovács' Nachfolger Constantin Cernăianu holte Mulțescu nach drei Jahren im Oktober 1979 zurück ins Team. Er verpasste mit der Mannschaft die Qualifikation zur Europameisterschaft 1980. In den folgenden Jahren kam er nur unregelmäßig zum Einsatz. Am 12. November 1983 bestritt er im EM-Qualifikationsspiel gegen Zypern sein letztes Länderspiel.

## Karriere als Trainer
Schon während seiner aktiven Laufbahn arbeitete Mulțescu von 1985 bis 1987 als Spielertrainer von Jiul Petroșani. Nach dem Aufstieg 1986 stieg er am Ende der Saison 1986/87 wieder aus der Divizia A ab und verließ den Verein.
Nach dem Ende seiner Karriere im Jahr 1989 übernahm er seinen vorherigen Klub UTA Arad als Cheftrainer in der Divizia B. Mit Beginn der Spielzeit 1990/91 wurde Mulțescu als Nachfolger von Mircea Lucescu Trainer von Dinamo Bukarest. Nach 28 Spielen trennte sich der Klub im Mai 1991 von ihm und ersetzte ihn durch Florin Halagian. Im Sommer 1992 ging er zu Dacia Unirea Brăila, wo er nach einem halben Jahr von Ioan Sdrobiș abgelöst wurde. Anschließend zog es Mulțescu ins Ausland, wo er im Jahr 1993 Cheftrainer von Samsunspor wurde. Während der folgenden vier Jahre konnte er sich mit seinem Klub stets im vorderen Mittelfeld platzieren, verpasste aber die Qualifikation zum Europapokal. Er verließ Samsunspor im Jahr 1997 und übernahm Kayseri Erciyesspor in der zweiten türkischen Liga.
Im Sommer 2000 kehrte Mulțescu nach Rumänien zurück. Nach einem kurzen Intermezzo bei Sportul Studențesc übernahm er im Herbst 2001 als Nachfolger von Constantin Stancu Astra Ploiești in der Divizia A. Nach Saisonende wechselte er zu Gaziantepspor erneut in die Türkei. Die Saison 2002/03 konnte er auf dem vierten Platz abschließen und seine Mannschaft damit in den UEFA-Pokal führen. Dennoch verließ er die Türkei und übernahm nach kurzen Engagements bei FCU Politehnica Timișoara und Apulum Alba Iulia seinen früheren Klub Jiul Petroșani im Jahr 2004 in der Divizia B. Im Jahr 2005 trennte sich der Klub wieder von ihm. Es folgten in den folgenden Jahren mehrere Engagements in der Liga 1 und Liga II, die aber nicht von langer Dauer waren. Von März 2011 bis Oktober 2011 war er Cheftrainer von Sportul Studențesc in der Liga 1, im März 2012 betreute er für kurze Zeit den Zweitligisten Delta Tulcea. Am 28. März 2012 löste Mulțescu Valeriu Răchită als Trainer von Petrolul Ploiești ab. Er führte den Aufsteiger zum Klassenerhalt, musste nach dem letzten Spieltag aber dennoch gehen.
Im August 2012 löste Mulțescu Bogdan Stelea als Cheftrainer von Astra Ploiești ab. Zwei Monate später wurde er wieder entlassen. Im Januar 2013 übernahm er Gaz Metan Mediaș und führte den Klub zum Klassenverbleib. Im Mai 2013 erhielt er die Möglichkeit, als Nachfolger von Cornel Țălnar zu Dinamo Bukarest zurückzukehren. Nach nur zwei Siegen aus acht Begegnungen zu Beginn der Saison 2013/14 musste er wieder gehen. Mulțescu war ein Jahr ohne Verein, ehe er im September 2014 bei Petrolul anheuerte. Er musste nur eine Niederlage in 13 Spielen hinnehmen und verließ den Verein Anfang 2015, um Trainer von al-Ettifaq in Saudi-Arabien zu werden. Er verpasste mit seinem Team den Aufstieg in die Saudi Professional League und musste seinen Hut nehmen. Im Oktober 2015 verpflichtete ihn der rumänische Erstligist FC Voluntari. Nach zwei Monaten wurde er wieder entlassen. Seit Juni 2016 ist Mulțescu Cheftrainer von CS Universitatea Craiova.

## Tod
Mulțescu starb am 15. September 2024 im Alter von 72 Jahren.

## Erfolge

### Als Spieler
- Rumänischer Meister: 1982, 1983, 1984
- Rumänischer Pokalsieger: 1974, 1982
- Halbfinale im Europapokal der Landesmeister: 1984

### Als Trainer
- Balkanpokal: 1994
- Aufstieg in die Liga 1: 1986, 2001